# Abdul Wahab Iyanda Folawiyo
Chief Abdul Wahab Iyanda Folawiyo (* 1928; † 2008) C.O.N., war ein nigerianischer Geschäftsmann, Philanthrop, Baba Adinni und Moslemführer.
Er war ein Mitglied des Obersten Rates für Islamische Angelegenheiten von Nigeria (Nigerian Supreme Council for Islamic Affairs; Abk. NSCIA); er war Vizepräsident der Dschamāʿat Nasr al-Islām (جماعة نصر الإسلام / Jama’atu Nasril Islam; Abk. JNI).
Er war einer der 138 Unterzeichner des offenen Briefes Ein gemeinsames Wort zwischen Uns und Euch (engl. A Common Word Between Us & You), den Persönlichkeiten des Islam an „Führer christlicher Kirchen überall“ (engl. „Leaders of Christian Churches, everywhere …“) sandten (13. Oktober 2007).